# Campeonato Capixaba 2016
In 2016 werd het 100ste Campeonato Capixaba gespeeld voor voetbalclubs uit de Braziliaanse staat Espírito Santo. De competitie werd georganiseerd door de FES en werd gespeeld van 28 januari tot 7 mei. Desportiva werd kampioen. 

## Eerste Toernooi

### Groep Noord
| Plaats | Club             | Wed. | W | G | V | Saldo | Ptn. |
| ------ | ---------------- | ---- | - | - | - | ----- | ---- |
| 1.     | Rio Branco       | 8    | 5 | 2 | 1 | 10:5  | 17   |
| 2.     | Real Noroeste    | 8    | 4 | 3 | 1 | 7:4   | 15   |
| 3.     | Linhares         | 8    | 4 | 0 | 4 | 7:8   | 12   |
| 4.     | São Mateus       | 8    | 2 | 1 | 5 | 5:8   | 7    |
| 5.     | Sport Linharense | 8    | 1 | 2 | 5 | 5:9   | 5    |

|  | Geplaatst voor tweede toernooi |
|  | Degradatietoernooi             |

### Groep Zuid
| Plaats | Club                | Wed. | W | G | V | Saldo | Ptn. |
| ------ | ------------------- | ---- | - | - | - | ----- | ---- |
| 1.     | Desportiva          | 8    | 5 | 3 | 0 | 10:3  | 14   |
| 2.     | Espírito Santo      | 8    | 3 | 3 | 2 | 6:2   | 12   |
| 3.     | Atlético Itapemirim | 8    | 2 | 4 | 2 | 5:4   | 10   |
| 4.     | Estrela do Norte    | 8    | 2 | 2 | 4 | 4:7   | 8    |
| 5.     | Doze                | 8    | 1 | 2 | 5 | 1:10  | 5    |

|  | Geplaatst voor tweede toernooi |
|  | Degradatietoernooi             |

### Degradatietoernooi
| Plaats | Club             | Wed. | W | G | V | Saldo | Ptn. |
| ------ | ---------------- | ---- | - | - | - | ----- | ---- |
| 1.     | São Mateus       | 5    | 3 | 1 | 1 | 13:8  | 10   |
| 2.     | Doze             | 5    | 3 | 1 | 1 | 10:5  | 10   |
| 3.     | Sport Linharense | 5    | 2 | 0 | 3 | 8:13  | 6    |
| 4.     | Estrela do Norte | 5    | 1 | 0 | 4 | 5:10  | 3    |

|  | Degradatie |

## Tweede toernooi
| Plaats | Club                | Wed. | W | G | V | Saldo | Ptn. |
| ------ | ------------------- | ---- | - | - | - | ----- | ---- |
| 1.     | Desportiva          | 10   | 5 | 2 | 3 | 15:8  | 17   |
| 2.     | Espírito Santo      | 10   | 4 | 5 | 1 | 12:8  | 17   |
| 3.     | Real Noroeste       | 10   | 5 | 1 | 4 | 10:10 | 16   |
| 4.     | Linhares            | 10   | 4 | 1 | 5 | 13:16 | 13   |
| 5.     | Rio Branco          | 10   | 4 | 0 | 6 | 11:14 | 12   |
| 6.     | Atlético Itapemirim | 10   | 2 | 3 | 5 | 11:16 | 9    |

|  | Geplaatst voor finale |

### Finale
|               |                |             |            |                                                    |
| 30 april Heen | Espírito Santo | 0 – 1       | Desportiva | Arena Unimed Sicoob, Cariacica Toeschouwers: 2.310 |
| 30 april Heen |                | 73' Ramires |            | Arena Unimed Sicoob, Cariacica Toeschouwers: 2.310 |

| Espírito Santo | Desportiva |

|             |            |       |                |                                                    |
| 7 mei Terug | Desportiva | 1 – 0 | Espírito Santo | Arena Unimed Sicoob, Cariacica Toeschouwers: 4.062 |
| 7 mei Terug | Edinho 84' |       |                | Arena Unimed Sicoob, Cariacica Toeschouwers: 4.062 |

| Desportiva | Espírito Santo |

## Kampioen
| Campeonato Capixaba de 2016     |
| Espírito Santo                  |
| ------------------------------- |
| DESPORTIVA Kampioen (18° titel) |